# 小野湖山

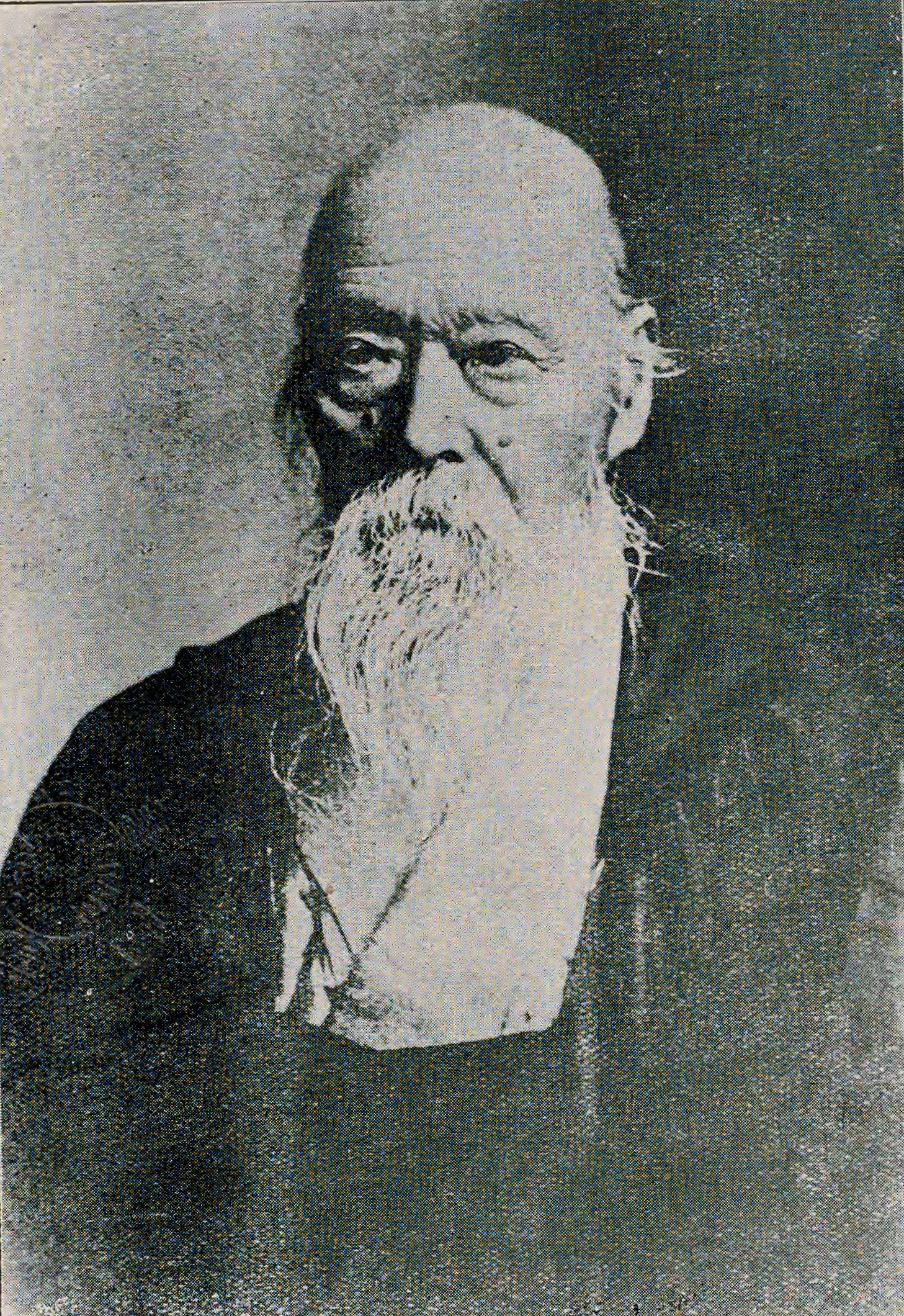
小野湖山

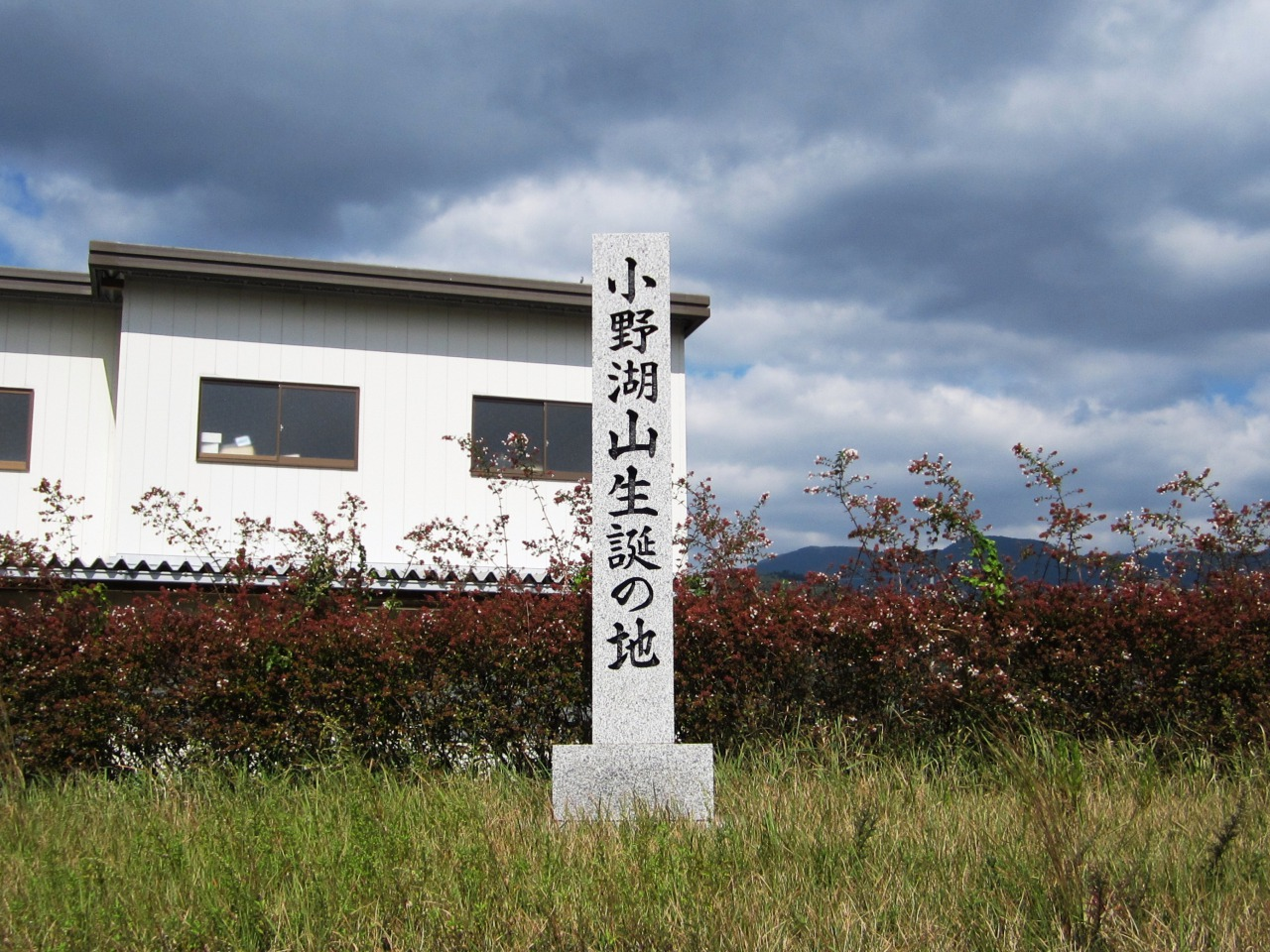
小野湖山生誕の地（滋賀県長浜市高浜町）

小野 湖山（おの こざん、文化11年1月12日（1814年3月3日） - 1910年（明治43年）4月10日）は、幕末から明治時代の漢詩人。名は長愿・字は舒公、通称は仙助・侗之助、別号に玉池仙史と称した。大沼枕山、鱸松塘とともに、明治の三詩人と称された。近江国の生まれ。

## 生涯
文化11年1月12日（1814年3月3日）、三河吉田藩領であった近江国浅井郡高畑村（現滋賀県長浜市高畑町）に、医師・横山玄篤（東湖）の長子として生まれた。横山家は加賀藩家老横山党と同族で平安時代前期の公卿・小野篁の後裔と伝えられ、後に小野へ改姓した。
当初家業を継ぐべく彦根藩医に医術を学ぶが、本人の好む所でなかったことから、近村の儒者・大岡右仲（松堂）に経書史書を学び、文政9年（1826年）に父と共に京都において頼山陽に面謁し朱子学漢詩を学ぶことを決意した。天保元年（1830年）、九州への漫遊の途上彦根に立ち寄った梁川星巌に会し入門を許され、翌年江戸に向かい、尾藤水竹・藤森弘庵・林大学頭に師事し、梁川星巌が起こした玉池吟社の社友となり頭角を現した。
江戸において生地の領主である松平信古の求めに応じ三河吉田藩儒者となり藩政に関与、後に正式に藩士（60石取り）に取り立てられた。天保9年（1839年）、水戸に出遊し、藤田東湖・武田耕雲斎と交友し徳川斉昭と面閲を得て、勤皇の念を篤くし、師・梁川星巌、頼三樹三郎、藤森天山、勝野台山等と共に国事に奔走していたところ、安政の大獄が起こり吉田藩は湖山の身を守るため敢えて吉田城内に幽閉した。
桜田門外の変後、幽閉を解かれた湖山は吉田に留まり藩政に関与し、後に京二条家より招かれると藩主と共に上京、朝廷より国事掛に命じられ、幕末より勤皇の士として巖谷一六等と奔走した。明治維新後は従五位に叙せられ、新政府の総裁局権参事・記録局主任となったが、明治6年（1873年）の廃藩置県の後、家督を子息に譲り、東京で詩酒自適の生活を送った。その間、政府の再要請を固辞し、詩壇の重鎮として詩作を続けた。明治16年（1883年）、明治天皇より硯を賜り、感激して書斎を賜硯楼と名付けた。明治43年（1910年）4月10日、太東岬の別宅において老衰により死去。享年97。湖山は少壮より経世の志し有り詩を以って家名の有ることを欲せず。詩は豪胆淡雅・格調が高いと評されている。